# Калатозов, Михаил Константинович
Михаи́л Константи́нович Калато́зов (при рождении Калатозишви́ли; 15 (28) декабря 1903, Тифлис — 26 марта 1973, Москва) — советский кинорежиссёр, сценарист и кинооператор. В 1958 году его фильм («Летят журавли») был удостоен «Золотой пальмовой ветви» Каннского кинофестиваля. Народный артист СССР (1969). Лауреат Сталинской премии второй степени (1951).

## Биография

### Ранние годы
Михаил Калатозишвили родился в Тифлисе Кавказского края Российской империи (ныне Тбилиси, Грузия) в семье агронома, происходившего из древнего княжеского рода Амирэджиби; один из дядей Михаила служил генералом в Русской императорской армии, другой был среди основателей Тбилисского университета.
В детстве его дом часто посещали представители грузинской интеллигенции. Калатозов учился в техническом училище, однако в результате событий 1917 года был вынужден начать трудовую деятельность в возрасте 14 лет, после чего поступил на рабфак.

### Тифлисская киностудия
С 1923 года работал в тресте АО «Госкинпром Грузии», где пробовал себя в разных амплуа: вначале был шофёром, затем — киномехаником, монтажёром, лаборантом, ассистентом кинооператора, вторым режиссёром, снялся в качестве актёра в фильме «Дело Тариэла Мклавадзе» (1925) Ивана Перестиани, а в фильмах «Гюлли» (1927) и «Цыганская кровь» (1928) выступил как автор сценария и кинооператор.
В 1928 году дебютировал как кинорежиссёр, поставив совместно с Нино Гогоберидзе ленту «Их царство» («18 — 28») о меньшевистской Грузинской Демократической Республике, впоследствии признанную одной из лучших документально-хроникальных картин студии в первые годы её существования.
Его незавершённую картину о жизни сванов «Слепая» (1929) кинематографисты-лефовцы раскритиковали за формализм, и Калатозов перемонтировал её в художественно-документальный фильм «Соль Сванетии» (1930), впервые обратив на себя внимание критиков. Однако уже следующая лента «Гвоздь в сапоге» (1931) была названа «политически вредной» и запрещена.
В 1932 году был зачислен слушателем в Государственную академию искусствознания (ГАИС) в Ленинграде. Принимал участие в деятельности Ленинградской организации Ассоциации работников революционной кинематографии (ЛенАРРК). В 1934 году вернулся в Тифлис, до 1936 года работал директором студии Госкинпрома. За документальный фильм «15-летие Советской Грузии» (1935, на экраны не вышел) был обвинён в формализме. Возвратившись в Ленинград, в 1936–1938 годах работал над сценарием «Шамиль» («Горные орлы»). В 1937 году окончил аспирантуру ГАИС и был зачислен режиссёром на киностудию «Ленфильм».

### Военное время
В 1939 году поставил на киностудии «Ленфильм» фильм о лётчиках «Мужество». В том же году вступил в ВКП(б).
В 1941 году на экраны вышел его фильм «Валерий Чкалов», в котором также патетически воспевалась отвага советских героев-лётчиков.
В начале Великой Отечественной войны совместно с Сергеем Герасимовым поставил военную драму о ленинградской блокаде «Непобедимые». Съёмки были начаты ещё в Ленинграде во время блокады, в которой оказались режиссёры, а завершены в 1942 году в эвакуации в Алма-Ате.
В 1943—1945 годах Калатозов был полномочным представителем Комитета по делам кинематографии в США. Эта должность подразумевала пропаганду советского кино, отбор американских фильмов для советского проката и установление деловых контактов. Там же Калатозов познакомился с работой голливудских студий, изучил механизмы работы дубляжа и рекламы; впечатления о поездке он позднее описал в книге «Лицо Голливуда».

### «Мосфильм»
В 1945—1948 годах был начальником Главного управления по производству художественных фильмов Комитета по делам кинематографии при Совнаркоме СССР (с 1946 года министерства кинематографии СССР). В 1946 году возглавил делегацию советских кинематографистов на 1-м Каннском кинофестивале. В 1946—1948 годах был также заместителем министра кинематографии СССР, после чего вернулся в режиссуру.
Придя на киностудию «Мосфильм», в 1950 году поставил политическую драму «Заговор обречённых» о сопротивлении «Плану Маршалла». За неё был удостоен Сталинской премии 2 степени и премии Мира на Кинофестивале в Карловых Варах. Широта творческого диапазона, умение использовать разнообразные выразительные средства сказались в кинокомедии «Верные друзья» (1954), занявшей седьмое место в советском прокате при 30,9 млн зрителей.
Наибольшую известность обрёл фильм «Летят журавли» (1957), который принёс Калатозову и оператору Сергею Урусевскому мировое признание и ряд международных премий, в частности, «Золотую пальмовую ветвь» на 11-м Каннском кинофестивале. Игра Татьяны Самойловой и Алексея Баталова, вдохновенный монтаж массовых сцен, необычайная подвижность камеры сделали этот фильм произведением, исполненным тонкой лирической красоты и трагедийной силы. В советском прокате фильм занял десятое место при 28,3 млн зрителей.
Следующие две картины Калатозова и Урусевского — «Неотправленное письмо» (1959) и «Я — Куба» (1964) — отличались ещё более экспериментальной операторской работой и поэтичной режиссурой, однако не получили тогда должной оценки. В 1990-е годы Мартин Скорсезе и Фрэнсис Форд Коппола, случайно открыв для себя фильм «Я — Куба», оказались под таким впечатлением, что способствовали его реставрации и показу на международных кинофестивалях: он вошёл в число номинантов на премию «Независимый дух» за лучший иностранный фильм (1995), а западная критика высоко оценила его художественные особенности. Впоследствии был реставрирован и фильм «Неотправленное письмо».
Документы об экспедиции Умберто Нобиле к Северному полюсу легли в основу совместного советско-итальянского фильма «Красная палатка», поставленного в 1969 году при участии многих мировых звёзд кино. В 1972 году фильм был номинирован на «Золотой глобус» как лучший иностранный фильм на английском языке. Он стал последней режиссёрской работой Калатозова.

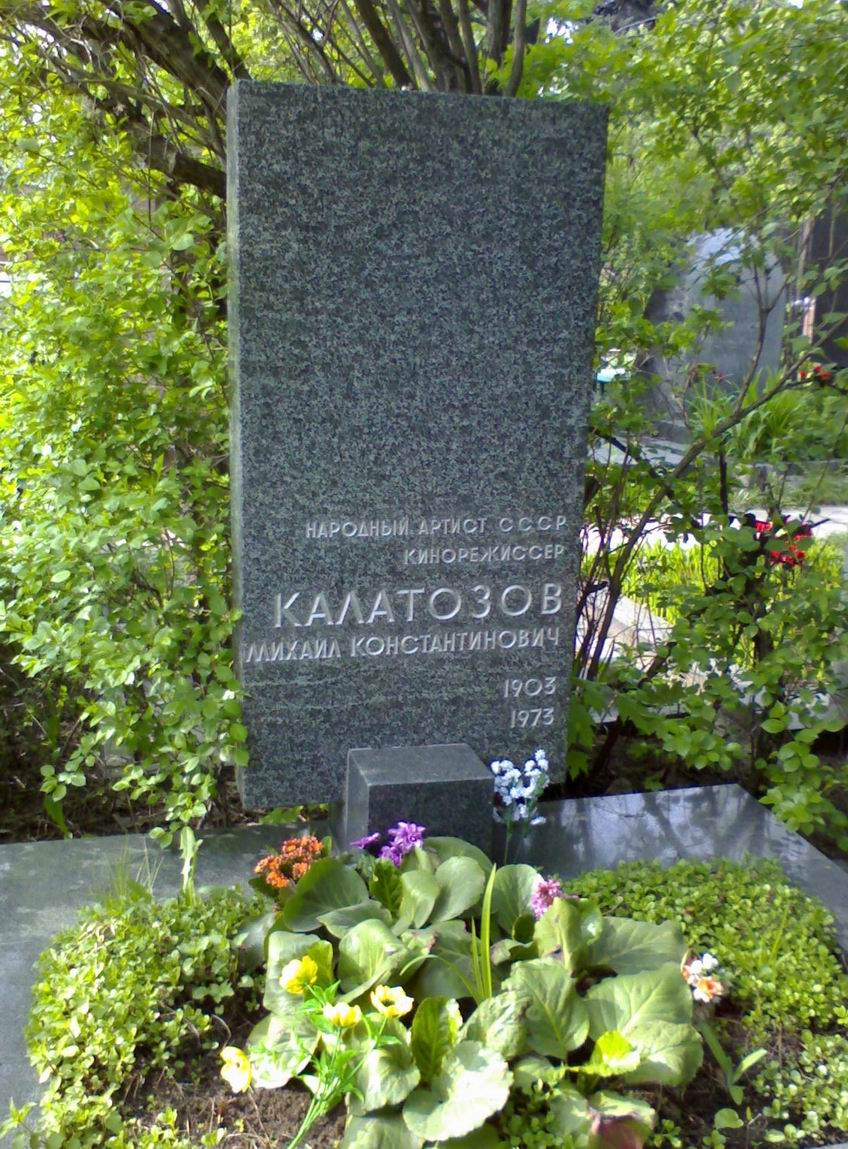
Могила Михаила Калатозова на Новодевичьем кладбище

Скончался 26 марта 1973 года в Москве от сердечного приступа (7-го по счёту). Похоронен на Новодевичьем кладбище (участок № 7).

### Семья
Жена — Жанна Валаци, дочь итальянского консула, принявшая советское гражданство в 1929 году. Сын — Георгий Калатозишвили (1929—1984), грузинский кинооператор, кинорежиссёр, актёр и сценарист. Внук — Михаил Калатозишвили (1959—2009), грузинский и российский кинорежиссёр, актёр и сценарист.
Внебрачный сын — Юрий Гаккель, работал помощником оператора на киностудии «Ленфильм», утонул в 1961 году в перерывах между съемками фильма «Барьер неизвестности».

## Отзывы современников
Киновед Герман Кремлёв писал в книге, посвящённой режиссёру:
«Любой его фильм не повторяется в жанровом отношении, не дублирует своих предшественников. И это не разбросанность режиссёра, не отсутствие художественной устойчивости. <…> Он не хочет, он по своей природе не может задерживаться, останавливаться на чём-то одном».

## Фильмография

### Режиссёр
- 1927 — Конный завод (документальный)
- 1927 — Открытие электростанции Захеси (документальный)
- 1928 — Их царство (документальный)
- 1928 — Афганский Хан в Тбилиси (документальный)
- 1929 — МХАТ в Тбилиси (документальный)
- 1930 — Слепая (не был завершен)
- 1930 — Соль Сванетии
- 1932 — Гвоздь в сапоге
- 1935 — 15-летие Советской Грузии (документальный)
- 1939 — Мужество
- 1941 — Валерий Чкалов
- 1942 — Непобедимые (совместно с С. А. Герасимовым)
- 1943 — Киноконцерт к 25-летию Красной Армии (совместно с С. А. Герасимовым и Е. Л. Дзиганом)
- 1950 — Заговор обречённых; Сталинская премия второй степени (1951)
- 1953 — Вихри враждебные
- 1954 — Верные друзья
- 1955 — Первый эшелон
- 1957 — Летят журавли
- 1959 — Неотправленное письмо
- 1964 — Я — Куба
- 1969 — Красная палатка

### Сценарист
- 1925 — Дело Тариэла Мклавадзе (совм. с Ш. Н. Дадиани)
- 1927 — Гюлли (совм. с Н. М. Шенгелая, Л. Ф. Пушем)
- 1928 — Цыганская кровь (совм. с П. С. Морским, А. А. Такайшвили)
- 1936—1938 — Шамиль (нереализованный сценарий)[6][16]
- 1942 — Непобедимые (совместно с С. А. Герасимовым и М. Ю. Блейманом)
- 1969 — Красная палатка (совм. с Р. Болтом, Э. де Кончини, Ю. М. Нагибиным)
- 1977 — Кафе «Изотоп» (совм. с В. И. Соловьёвым)

### Оператор
- 1927 — Паровоз С-1000
- 1927 — Гюлли
- 1927 — Конный завод (документальный)
- 1927 — Открытие электростанции Захеси (документальный)
- 1928 — Цыганская кровь (совм. с А. В. Гальпериным)
- 1928 — Афганский Хан в Тбилиси (документальный)
- 1929 — МХАТ в Тбилиси (документальный)
- 1930 — Соль Сванетии (совм. с Ш. Н. Гегелашвили)

### Актёр
- 1925 — Дело Тариэла Мклавадзе — духанщик Саморе

## Награды и звания
- Заслуженный деятель искусств РСФСР (1950)
- Народный артист Грузинской ССР (1965)
- Народный артист СССР (1969)
- Сталинская премия второй степени (1951) — за фильм «Заговор обречённых» (1950)
- Орден Трудового Красного Знамени
- Орден Красной Звезды (1944) — за успешную работу в области советской кинематографии в дни Отечественной войны и выпуск высокохудожественных кинокартин
- Медаль «За доблестный труд в Великой Отечественной войне 1941—1945 гг.»
- Медаль «В память 800-летия Москвы»
- МКФ в Карловых Варах (1950, Премия Мира, фильм «Заговор обреченных»)
- МКФ в Карловых Варах (1954, Главный приз «Хрустальный глобус», фильм «Верные друзья»[17])
- МКФ в Каннах (1958, Главный приз «Золотая пальмовая ветвь», фильм «Летят журавли»[17])
- МКФ в Локарно (1958, Почётный Диплом, фильм «Летят журавли»)
- МКФ в Мехико (1958, Почётный приз, фильм «Летят журавли»)